# Истлејк (Охајо)
Истлејк (енгл. Eastlake) град је у америчкој савезној држави Охајо.

## Демографија
По попису из 2010. године број становника је 18.577, што је 1.678 (-8,3%) становника мање него 2000. године.
| Група             | 2000.          | 2010.          |
| Белци             | 19.633 (96,9%) | 17.644 (95,0%) |
| Афроамериканци    | 110 (0,5%)     | 266 (1,4%)     |
| Азијати           | 196 (1,0%)     | 185 (1,0%)     |
| Хиспаноамериканци | 141 (0,7%)     | 263 (1,4%)     |
| Укупно            | 20.255         | 18.577         |